# Barcelona (bài hát của Freddie Mercury và Montserrat Caballé)
Barcelona là một đĩa đơn được Freddie Mercury, ca sĩ của ban nhạc Queen, và nữ ca sĩ opera giọng soprano Montserrat Caballé phát hành. Nó là một bài trong album Barcelona là album hợp tác của họ, và cũng xuất hiện trong album Greatest Hits III của Queen.
Bài hát chứa đựng tình yêu của Mercury dành cho opera với những nốt cao của anh cùng với chất giọng opera của Caballé, được hỗ trợ bởi một dàn nhạc đầy đủ nhạc khí. Được phát hành vào năm 1987, bài hát là một trong những thành công lớn nhất trong sự nghiệp đơn ca của Mercury, đạt vị trí thứ 8 trong UK Singles Chart. Sau khi Mercury qua đời vào năm 1991, Barcelona đã được là bài hát đại diện tại Thế vận hội Mùa hè 1992, sau đó nó leo lên vị trí cao hơn trong các bảng xếp hạng, đạt hạng 2 ở Anh, Hà Lan và New Zealand.
Năm 2004, BBC Radio 2 đưa Barcelona vào vị trí #41 trong danh sách Sold On Song Top 100.

## Lịch sử
Mercury là một người hâm mộ opera từ rất lâu, đặc biệt ông rất ưu ái Montserrat Caballé. Năm 1986, ông đã từng đề cập trên truyền hình tiếng Tây Ban Nha rằng ông sẽ rất vui mừng nếu được gặp Caballé. Họ đã có buổi họp mặt thân thiện lần đầu ở Barcelona vào tháng 2 năm 1987. Sau đó, khi thành phố được chọn đăng cai Thế vận hội Mùa hè 1992, Caballé là một người Barcelona chính gốc, được yêu cầu giúp đỡ sản xuất một bài hát Thế vận hội. Bà đã mời Mercury cùng hợp tác. Mercury đã trở nên say mê dự án và thay vì chỉ thu âm một đĩa đơn, Caballé đã đề xuất thực hiện một album, và Mercury đã đồng ý. Bài hát Barcelona phải là bài hát mở đầu cho album này, được hoàn thành vào năm 1988, và phải gửi ứng cử cho cuộc bầu chọn bài hát chính thức của Thế vận hội 1992 (dự kiến lựa chọn vào năm 1988, 4 năm trước khi Thế vận hội bắt đầu). Bản thu âm gặp rắc rối do lịch trình quá kín của Caballé. Vì vậy, để tiết kiệm thời gian của Caballé, Mercury đã thu âm bài hát, ông hát luôn phần của Caballé bằng giọng falsetto. Sau đó Mercury gửi bản thu này cho Caballé để chuẩn bị phần bè của mình cho lần thu âm chung.

## Bài hát
Bài hát được sáng tác bởi Mercury cùng với Mike Moran, người cũng xuất hiện trong video của bài hát và đệm piano cho bản thu âm trong phòng thu. Bài hát mở đầu bằng dàn nhạc, sau đó nhỏ dần và Mercury cùng Caballé hát luân phiên phần đơn ca của mình, thỉnh thoảng lại nhập chung thành song ca. Khi hát điệp khúc "Barcelona", Mercury hát lồng vào nhiều kiểu giọng khác nhau. Khi Mercury hát chính, Caballé bè "nền" bằng giọng soprano mạnh mẽ. Còn khi Caballé hát phần chính của mình bằng giọng soprano, Mercury bè bằng giọng baritone tự nhiên của mình chứ không phải là giả giọng tenor như các bài thu âm khác của mình.
Bài hát đã được như là một ví dụ chuẩn mực hiếm hoi của sự kết hợp giữa pop và opera mà vẫn mang những nét đặc trưng riêng của từng loại nhạc. Mercury từng tỏ ra ngạc nhiên bởi khả năng kiểm soát giọng điêu luyện của Caballé; ví dụ, trong đoạn kết, Mercury phải bước ra xa micro để giảm cường độ giọng của mình, trong khi Caballé chẳng cần phải di chuyển đi đâu cả.

### Các phiên bản
Năm 2000, đĩa Rarities 2 trong bộ hộp đĩa The Solo Collection có một phiên bản đầu tiên với lời ca khác dài 4:21, và một phiên bản sau dài 4:41 giống như trong đĩa đơn, và một phiên bản mở rộng kéo dài tới 7:07.

## Nhân sự
- Freddie Mercury - ca sĩ, piano, chuyển biên
- Montserrat Caballé - ca sĩ
- Mike Moran - keyboard, trình diễn, chuyển biên
- Homi Kanga - violin
- Laurie Lewis - violin
- Deborah Ann Johnston - cello
- Barry Castle - kèn cor
- Frank Ricotti - bộ gõ

## Bảng xếp hạng và trình diễn trực tiếp
| Quốc gia       | Vị trí đạt được | Thời gian                         | Tổng số tuần | Vị trí đạt được | Thời gian                        | Tổng số tuần |
| -------------- | --------------- | --------------------------------- | ------------ | --------------- | -------------------------------- | ------------ |
| Úc             |                 |                                   |              | 42              | 16–23 tháng 8 năm 1992           | 2            |
| Pháp           |                 |                                   |              | 6               | 29 tháng 8 – 5 tháng 9 năm 1992  | 9            |
| Đức            | 47              | 25–31 tháng 1 năm 1988            | 5            |                 |                                  |              |
| Ireland        | 8               |                                   | 3            | 8               |                                  | 3            |
| Hà Lan         | 37              | 28 tháng 11 – 5 tháng 12 năm 1987 | 9            | 2               | 29 tháng 8 – 12 tháng 9 năm 1992 | 16           |
| New Zealand    |                 |                                   |              | 2               | 9–16 tháng 8 năm 1992            | 7            |
| Sweden         | 15              | 20 tháng 1 – 3 tháng 2 năm 1988   | 3            | 12              | 19 tháng 8 – 2 tháng 9 năm 1992  | 4            |
| Switzerland    |                 |                                   |              | 8               | 30 tháng 8 – 6 tháng 9 năm 1992  | 13           |
| Vương quốc Anh | 8               | 14–21 tháng 11 năm 1987           | 9            | 2               | 15–29 tháng 8 năm 1992           | 8            |